# Битва за Дніпро (фільм)
Битва за Дніпро — документальний багатосерійний фільм виробництва компанії Goodmedia Production про події в Дніпропетровську протягом півроку після сепаратистських виступів і російської агресії 2014. Прем'єра фільму відбулася на телеканалі «1+1» 21 жовтня 2014 року, о 20.30, після випуску ТСН.

## Про фільм
Фільм містить розповіді про реформи, які відбулися в Дніпропетровську з приходом нової влади. Наголошується, що Дніпропетровськ став містом на південному сході країни, в якому вдалося запобігти поширенню сепаратистських настроїв та бойових дій. «Унікальний у своїй правдивості і пронизливості фільм, як Дніпропетровськ, і мої великі земляки знищили саму ідею ненависної Новоросії», — повідомив пан Філатов.
На думку, озвучену Ігорем Коломойським, досягнути цього вдалося і завдяки поширенню патріотичних настроїв серед місцевого населення. «Більшість говорили російською, але всі розуміли що ми Україна. Просто це хтось не бачив чи не помічав», — наголосив очільник місцевої влади.

### Головні обличчя
У зйомках стрічки взяли участь голова Дніпропетровської ОДА український олігарх Ігор Коломойський, керівник апарату Дніпропетровської ОДА Геннадій Корбан, заступник голови Дніпропетровської ОДА Святослав Олійник та багато інших.
«Ігор, Гена, Слава, Юрко Береза, Семен, Таня Губа, Димка Ярош, Андрюха Денисенко, Паша Хазан, рав Шмуель, Катька Чижик, генерал Хомчак, Леха Салкач, Вітя Романенко, Герман, ізраїльські командос і медсестри аеропорту, пацани-бандюгани і футбольні ультрас. Просто люди, перед якими не соромно встати на коліна. Всі ті, хто вистояв ці страшні півроку плечем до плеча в нашій „Битві за Дніпро“», — написав Борис Філатов.

### Творці фільму
- Автор ідеї — Владлен Тимошенко,
- Продюсер — Кирило Тимошенко
- Режисер — Андрій Нестеренко,
- Оператор-постановник — Олексій Назарук,
- Другий оператор — Дмитро Фурсов,
- Артдиректор — Артем Гостєв,
- Текст читав — Сергій Могилевський,
- Журналіст — Марина Пінчук,
- Художник по світлу — Ярослав Федоренко,
- Звукооператори — Олександр Коваленко та Дмитро Яценко,
- Монтаж — Артем Кобець,
- Механіки камер — Геннадій Вацик та Іван Сахно,
- Звукорежисер — Олег Педченко,
- Водій — Микола Семенко,
- Адміністратор — Дмитро Богомолов,
- Директор з виробництва — Віктор Майков,
- Постпродакшн — The Coffee Post,
- Технічне забезпечення — Patriot Rental.